# Đá Bắc (Hoàng Sa)

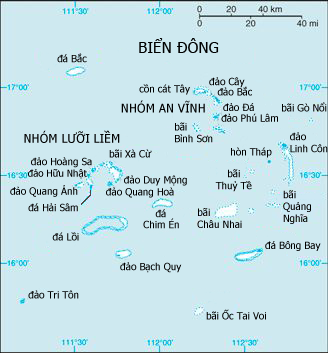
Quần đảo Hoàng Sa

Đá Bắc hoặc bãi đá Bắc là một rạn san hô vòng thuộc nhóm đảo Lưỡi Liềm của quần đảo Hoàng Sa. Đá Bắc nằm cách đảo Hoàng Sa thuộc khu trung tâm nhóm Lưỡi Liềm khoảng 32,6 hải lý (60,4 km), cách đảo Phú Lâm thuộc khu trung tâm nhóm An Vĩnh khoảng 47 hải lý (87 km), cách bãi Ốc Tai Voi ở cực nam 91,8 hải lý (170 km) và là điểm cực bắc của cả quần đảo.
Đá Bắc là đối tượng tranh chấp giữa Việt Nam, Đài Loan và Trung Quốc. Hiện Trung Quốc đang kiểm soát đá này.
- Tên gọi: đá Bắc hoặc bãi đá Bắc; tiếng Anh: North Reef; tiếng Trung: 北礁; bính âm: Běi jiāo, Hán-Việt: Bắc tiêu
- Đặc điểm: dài khoảng 7 hải lý (13 km) khi tính từ tây sang đông và rộng tối đa là 2,5 hải lý (4,6 km).[1] Trên vành san hô của rạn san hô vòng này còn có nhiều hòn đá nổi lên. Đây hoàn toàn không phải là một đảo.

Ngày 24 tháng 6 năm 2012, tỉnh Hải Nam (Trung Quốc) quyết định thành lập bốn khu bảo tồn "di sản văn vật dưới nước" tại quần đảo Hoàng Sa, trong đó có đá Bắc.
Tháng 11 năm 2014, thành phố Đà Nẵng lấy tên đá Bắc của quần đảo Hoàng Sa để đặt tên cho một con đường dài 640 m, rộng 10,5 m nối từ đường Lê Văn Hiến với đường Chương Dương, gọi là đường Đảo Đá Bắc thuộc phường Khuê Mỹ, quận Ngũ Hành Sơn thành phố Đà Nẵng.